# Рот-блау
Рот-блау такође и Група рот-блау како се називала једна група у Базелу удружење уметника из 1920-тих година у Швајцарској која се сматрала експресионистичком групом и која је имала фазе у току њеног постојања «Рот-блау I» и «Рот-блау II». Група је основана за Нову годину 1924/1925 од стране Алберта Милера, Паула Камениша и Хермана Шерера а након кратког времена им се придружује и Вернер Нојхауз. Група је имала три изложбе и након смрти Милера и Шерера поново је оживела и била активна у другој фази 1928- 1930. године када су њени чланови били и Самуел Вилсер, Ханс Шмит, Ото Штајгер, Ханс Штокер, Фриц Сулзбехер und Черлс Фаухер. Ове групе утицале су на развој сликарства у Швајцарској као и на експресионизам и савремену уметност.

## Галерија
- Алберт Милер 1925.
- Херман Шредер 1926.
- Херман Шредер 1924
- Ханс Штокер: Слика на стаклу у цркви у Базелу